# Nagolenniki

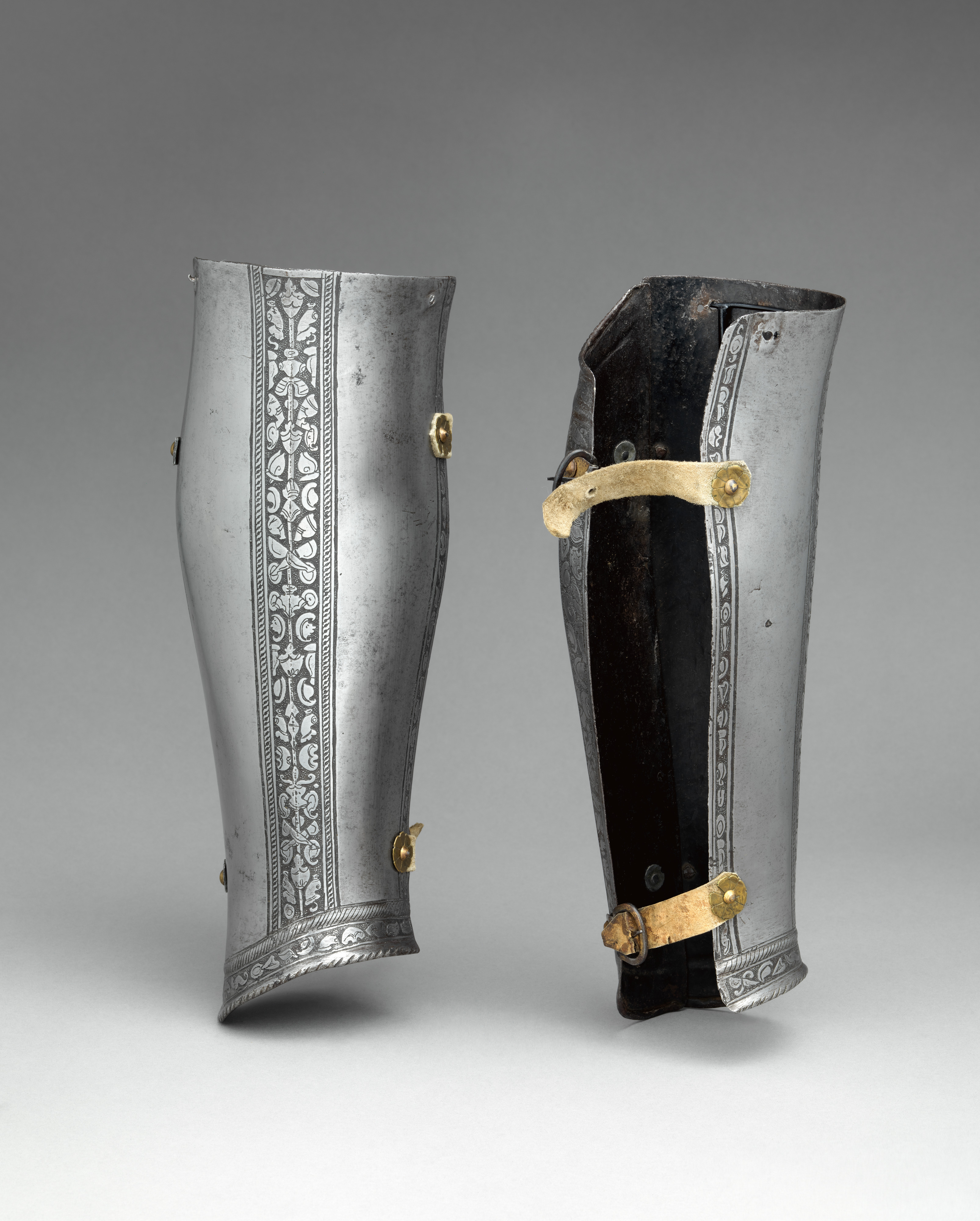
Nagolenniki

Nagolennik, nagolenica – część zbroi osłaniająca goleń użytkownika. Jako element bigwantów umiejscowiony był pomiędzy nakolankiem a trzewikiem.

## Budowa
Nagolenniki najczęściej wykonywane były z metalu lub utwardzanej skóry. Stosowane były już w starożytności m.in. przez hoplitów oraz głównie przez średniowiecznych rycerzy jako element zbroi płytowej. Była to też część zbroi gladiatorów. Wykonywano je jako jedna część, bądź jako folgowe, składające się z wielu płytek.

## Współcześnie
Współcześnie nagolenniki używane są również jako element ochronny w sporcie (przede wszystkim w piłce nożnej i hokeju) oraz przy wykonywaniu niektórych prac fizycznych z ryzykiem urazów tej części ciała.